# 達馬里斯科塔 (緬因州)
達馬里斯科塔（英語：Damariscotta）是一個位於美國緬因州林肯縣的鎮。

## 人口
根據2020年美國人口普查的數據，達馬里斯科塔的面積為38.10平方千米，當中陸地面積為32.17平方千米，而水域面積為5.93平方千米。當地共有人口2297人，而人口密度為每平方千米60人。